# Юки-онна

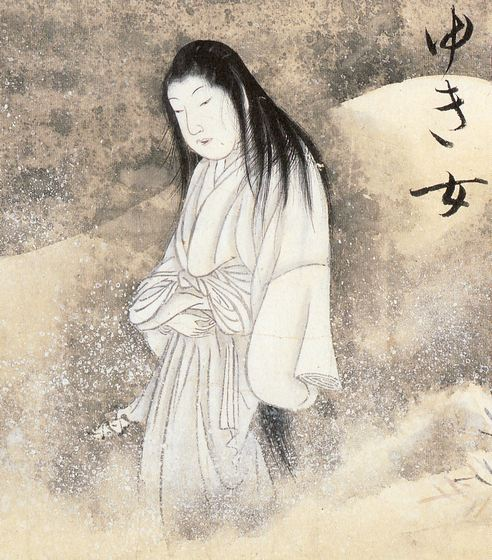
Юки-онна. Хяккай-Дзукан. Саваки Су: си

Юки-онна  (яп. 雪女 юки-онна, «снежная женщина») — сверхъестественный персонаж японской мифологии, ёкай, юрэй, которая обитает в горных районах самого большого острова Японии Хонсю.
Юки-онна — популярный персонаж японской литературы, манги, кинематографа, ксилографии и аниме.

## Морфология
Имена Юки-онна варьируются в зависимости от региона Японии. Например, в префектуре Мияги её называют юки-бамба (яп.雪輓馬 «снежная лошадь»), в некоторых частях префектуры Нагано она известна как Сиккэнкэн — Снежная старуха из Нагано 雪降り婆 ; в префектуре Ямагата — юки-дзёро(雪女郎снежная куртизанка), а в префектуре Миядзаки и в районе Сацума префектуры Кагосима она известна как юки-бадзё (бадзё-термин на местном диалекте, обозначающий «старуха»). Встречаются и другие её имена: юки-мусумэ (яп. 雪娘 юки-мусумэ, "снежная дочь"), юки-онаго (яп. 雪女子 юки онаго, снежная девушка), юки анэса (яп. 雪姉 юки анэса, "снежная сестра"), юки-омба  (яп. 雪乳母 юки омба, "снежная няня"). Её также называют несколькими именами, относящимися к сосулькам, такими как цурара-онна, канэкори-мусумэ и сигама-нюба.

## Происхождение

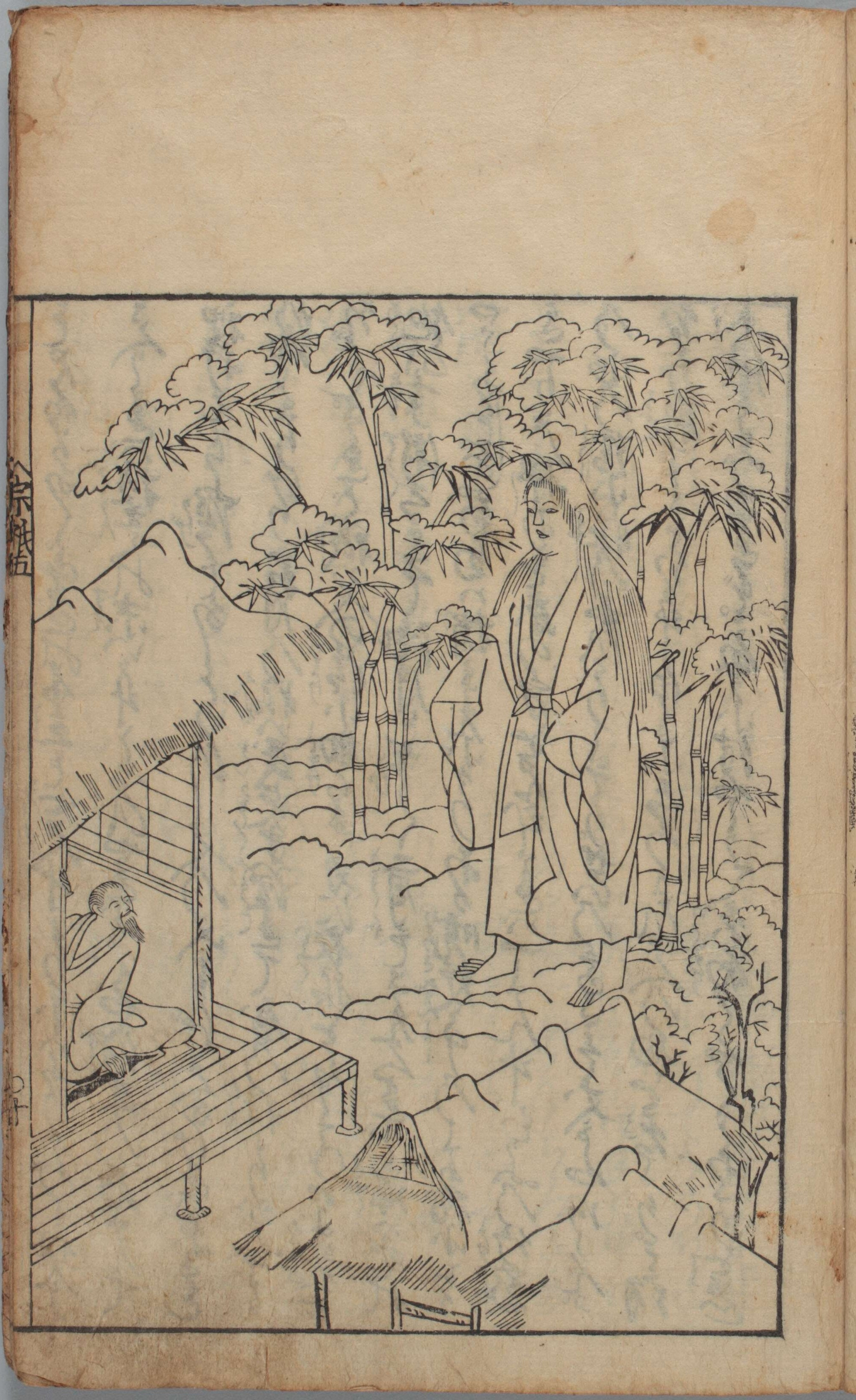
Юки-онна. Соги Сёкоку Моногатари. 1685 г.

Хотя Юки-онна считается персонажем древних легенд, первое известное письменное описание Юки-онна относится к эпохе Муромати. Монах Соги писал о своих путешествиях в провинцию Этиго (преф. Ниигата) и о своей встрече с Юки-онна в «Соги Сёкоку Моногатари» («Сказания из разных земель, записанные Соги»). Она упоминается как снежный призрак, который появляется в сверкающем белом кимоно. Её длинные белоснежные волосы придают ей элегантность. Юки-онна предстает перед автором три метра в высоту, а цвет её кожи настолько белый, что кажется почти прозрачным. Она выглядит как красивая молодая женщина, которой около 20 лет. Юки-онна появляется перед главным героем, когда он принимал ванну. Он говорит с ней, но она отходит от него без слов и исчезает в темноте.

## Легенды
Юки-онна — женщина-ёкай, которая появляется снежными ночами или посреди метели. В разных легендах она предстает в совершенно противоречивых образах. Например, она может выступать духом снега, призраком женщины, которая умерла на снегу или даже, в префектуре Ямагата, как лунная принцесса, которую при этом называют снежной куртизанкой юки-дзёро. Принцессу выгнали из небесного мира, и она спускается, танцуя, вместе со снегом. В том или ином обличье Юки-онна широко известна по всей стране. Торияма Сэкиэн помещает её в свой самый ранний каталог «Иллюстрированный ночной парад 100 демонов» вместе с другими ёкай, для которых объяснения не нужны.
В префектурах Иватэ и Мияги считали, что если увидишь Юки-онна, то твой дух будет извлечен из тела. В некоторых частях префектуры Аомори поведение Юки-онна сравнивали с поведением Убумэ, которая просит прохожего подержать ее ребенка, а потом исчезает. В некоторых частях страны, например в городе Тоно (преф. Иватэ), она появляется в установленную дату, в других же районах страны ее появление является непредвиденным и засвидетельствовано только особенно «удачливыми» людьми.
Однако наиболее известен образ Юки-онна благодаря рассказу из «Кайдан: история и очерки об удивительных явлениях», написанном Лафкадио Хирном и вышедшем в 1904 г. на английском языке. Вскоре сборник был переведен на японский язык и стал одним из самых популярных сборников кайданов, выходивших за последнее столетие.
В предисловии Херн объясняет, что рассказ о Юки-онна, который он написал в своей книге, поведал ему «фермер из Тёфу, уезда Ниситама, провинции Мусаси, как легенду своего родного села». В этом рассказе Юки-онна появляется снежной ночью перед двумя лесорубами Мосаку и Минокити. Мосаку был уже старым человеком, а Минокии, его подмастерье, было 18 лет. Юки-онна убила старого лесоруба, а молодому дала наказ никогда не упоминать её имя, иначе его ждет та же участь. Затем она скрылась, а Минокити так и не понял, наяву он её видел или во сне. Через год на той же дороге Минокити встретил девушку О-Юки, на которой вскоре женился, и у них родилось 10 детей с белоснежной кожей. Однажды вечером Минокити решил рассказать О-Юки о том, что такую же красивую женщину, как она, он видел только раз в жизни и даже не знает, действительно ли видел. Тогда О-Юки пришла в ярость и сказала, что она его предупреждала, что будет, если он кому-нибудь поведает о той истории. Затем она заплакала и сказала, что ради детей она его не убьёт, но теперь он будет один их воспитывать. «Ее голос становился все выше и тоньше, превращаясь в стон и завывание зимнего ветра, а сама Юки-онна начала исчезать, становясь блестящим белым туманом. Он витками поднялся к деревянным брусьям, что поддерживали крышу, и вылетел через отверстие для дыма».
Рассказ Херна включает в себя различные народные мотивы, присущие японским легендам. Например, понятие брака между человеком и нечеловеком, когда муж, порой случайно, нарушает обещание, и жена обращается в первозданный вид. В Японии этот мотив встречается ещё в «Кодзики» и «Нихон сёки». В итоге Херн написал запоминающийся литературный рассказ и создал образ, который сохранился до наших дней и в Японии, и за рубежом как самый резонансный образ снежной женщины Юки-онна.

## Внешность
Юки-онна описывается совершенно белой, почти прозрачной, словно изо льда, и очень красивой. Двигается она неторопливо и изящно, появляется чаще в сумерках или ночью во время снегопада, снежной бури или когда светит полная луна. При том она может объявиться в любом месте, где идёт снег. Образ Юки-онна довольно изменчив, но обычно это очень высокая, невероятно красивая девушка, с длинными чёрными или белыми волосами. Часто её изображают в кимоно, но в некоторых легендах её описывают обнаженной, только её лицо и волосы видны на фоне снега.

## Поведение
Некоторые легенды гласят, что Юки-онна, будучи связанным с зимой и метелями, является духом того, кто погиб в снегу. Она может быть прекрасна и безмятежна, так же как и безжалостна в убийстве ничего не подозревающих смертных. До XVIII века она почти всегда изображалась как зло. Однако в настоящее время её часто изображают более человечной, подчеркивая её призрачную природу и эфемерную красоту.
Во многих историях Юки-онна предстает перед путешественниками, застрявшими в метели, и использует свое ледяное дыхание, чтобы оставить от них заиндевелые трупы. Другие легенды говорят, что она сбивает людей с пути, и они умирают от холода. В иных случаях она появляется с ребёнком на руках. Когда человек с добрыми намерениями забирает у неё «ребенка», он оказывается заморожен на месте. Это особенно часто случается с родителями, разыскивающими потерянных детей. Бывает и так, что Юки-онна ведет себя более агрессивно. В таких рассказах она часто вторгается в дома, дует изо всех сил, чтобы убить жителей во сне. То, что происходит после, варьируется от сказки к сказке. Иногда она просто довольна, что жертва умирает. В других случаях Юки-онна более кровожадна, выпивая кровь своих жертв или «жизненную силу».
Как у снега и зимней погоды, которую она представляет, у Юки-онна есть и светлая черта характера. Иногда она позволяет жертвам уйти по разным причинам. Например, в одной из популярных легенд Юки-онна освобождает юношу, история которого описана выше, из-за его красоты и возраста. В похожей легенде Юки-онна тает, как только её муж узнает её истинную природу. Тем не менее, она уходит в загробную жизнь после такого же случая, как с Минокити.

## Образ Юки-онна в традиционном искусстве
В пьесе бунраку Тикамацу Мондзаэмона «Юки-онна гомай хагоита» Юки-онна появляется не как снежный дух, а как призрак женщины, жаждущей мести за то, что она была обманута, уведена в лес и убита. В итоге она обернулась Юки-онна, чтобы отомстить.
На гравюре «Полночная луна на горе Ёсино» Цукиока Ёситоси изображены призрак Сасаки-но Киётака — предатель императора Го-Дайго, которому было приказано совершить сэппуку, — и бесстрашная Ига-но Цубонэ — придворная дама Императорского дворца в Ёсино. Эта композиция продолжает тему мстительных злых духов, но переносит акцент на доблестную даму. Безногое привидение юрэй в ночном небе — это дух придворного Сасаки-но Киётака, который убедил императора, властолюбивого Го-Дайго (1288—1339), вступить в битву с силами даймё Асикага Такаудзи. В результате императорское войско было наголову разбито при реке Минато-гава (1336), и Го-Дайго со своим двором был вынужден бежать в горную местность Ёсино. Придворная дама Ига-но Цубонэ 伊賀の局, состоявшая в свите императрицы, обеспечила переправу через разлившуюся реку, повалив дерево и перекинув его с берега на берег. Она же помогла усмирить дух Киётаки, которому после поражения было предписано совершить харакири. Он совершил, но обиделся и стал пугать по ночам императора и остатки его двора. Неустрашимая Ига-но Цубонэ, отправилась ночью в сад, вооруженная лишь фонарем со светлячками, вступила в беседу с привидением и, пообещав помолиться за него, убедила его больше не появляться. Хрупкая красавица в громоздких одеждах у Хокусая полностью соответствует условностям изображения придворных дам древности, но мало сочетается с представлением о её силе и храбрости. Впрочем, Ёситоси в уже упоминавшейся серии «Сто видов луны» перерисовал всю сцену близко к Хокусаю.